# اوروژاینویه
اوروژاینویه (به لاتین: Urozhaynoye) یک منطقهٔ مسکونی در روسیه است که در استان آمور واقع شده‌است.